# Colin Firth
Colin Andrew Firth CBE (Grayshott, Hampshire, 10 de setembre de 1960) és un actor de cine i teatre anglès guanyador dels Oscars, Premis BAFTA i Globus d'Or.
Firth va ser consegut per primera vegada pel públic britànic gràcies al seu retrat del Sr.Darcy a l'adaptació televisiva de 1995 de la novel·la Orgull i prejudici. Però no va ser fins al 2001 que va assolir la fama internacional interpretant un altre Sr.Darcy a Bridget Jones's Diary.
El paper de la seva vida va arribar vuit anys més tard. Seria la seva participació a A Single Man el 2009 la que li donaria el seu primer Bafta. El Globus d'Or i l'Oscar els guanyaria l'any següent amb la seva interpretació del rei Jordi VI a El discurs del rei.

## Biografia
Fill d'un catedràtic d'història, David Firth, i d'una professora de literatura, Shirley Firth, ja de ben petit es va començar a interessar per la interpretació. Mentre estava estudiant al Centre Dramàtic de Chalk Farm va cridar l'atenció per la seva representació de Hamlet. Poc temps després va entrar a treballar al teatre londinenc del West End.
A mitjans dels anys 80 va començar la seva carrera cinematogràfica. La seva primera cinta va ser Another Country, obra de teatre que ja havia interpretat sobre l'escenari. A partir d'aquest moment va entrar al món de les sèries televisives de la BBC on va destacar sobretot per la seva interpretació del Sr. Darcy a la pel·lícula per a la televisió de la novel·la Orgull i prejudici.
Va ser però, a partir del 2001, gràcies a la pel·lícula Bridget Jones's Diary, que va rebre un veritable reconeixement internacional. Des de llavors, ha actuat a moltes produccions, algunes de les quals de cinema independent, i ha estat premiat a alguns festivals cinematogràfics. Destaquen entre els seus treballs: Love Actually, on comparteix cartell amb uns altres actors britànics de renom com Liam Neeson, Keira Knightley i Emma Thompson; Girl with a Pearl Earring, on es posa a la pell del famós pintor flamenc Johannes Vermeer actuant al costat d'una jove Scarlett Johansson; I també el musical Mamma Mia!, on va haver de cantar i ballar juntament amb Pierce Brosnan, Stellan Skarsgård i Meryl Streep.
El seu primer gran èxit però, va ser la seva intervenció el 2009 a A Single Man on la seva interpretació d'un professor gay li va valer la Copa Volpi del Festival Internacional de Cinema de Venècia i el BAFTA al millor actor a més de les seves respectives nominacions als Oscars i Globus d'Or. Encara que aquests dos últims premis se li van resistir aquell any, A Single Man el va consolidar com a actor internacional.
D'aquesta manera, el 2010, quan Firth va fer el paper del rei Jordi VI del Regne Unit a El discurs del rei, els crítics van poder comprovar que la seva professionalitat no era flor d'un dia. I és que el monarca britànic tenia una forta quequesa que dificultava les seves obligacions reials i Firth, segons els experts, va encertar la seva interpretació. Així doncs, un any després de la seva primera nominació als Globus d'Or rebia la segona a la categoria de millor actor dramàtic i, aquesta vegada, sí que li van donar el guardó. Hollywood s'acabaria de rendir als seus peus dos mesos més tard quan, a la cerimònia dels Oscars del 2011, va guanyar l'Oscar al millor actor.
La victòria que la pel·lícula El discurs del rei va obtenir en la cerimònia dels Oscars de l'any 2011 va fer un salt qualitatiu en la carrera de Colin Firth. Malgrat que va seguir treballant en el cinema britànic amb cintes com El talp, nombroses van ser les ofertes que va començar a rebre també de l'altre costat de l'Atlàntic. Així, la seva participació en pel·lícules de Hollywood es va multiplicar. És exemple d'aquesta nova etapa professional: Gambit amb Cameron Diaz.

## Filmografia

### Pel·lícules
| Any          | Títol                                        | Paper                                 | Director                         | Notes                           |
| ------------ | -------------------------------------------- | ------------------------------------- | -------------------------------- | ------------------------------- |
| 1984         | Another Country                              | Tommy Judd                            | Marek Kanievska                  |                                 |
| 1985         | 1919                                         | Alexander Scherbatov (jove)           | Hugh Brody                       |                                 |
| 1987         | A Month in the Country                       | Tom Birkin                            | Pat O'Connor                     |                                 |
| 1989         | Apartment Zero                               | Adrian LeDuc                          | Martin Donovan                   |                                 |
| 1989         | Valmont                                      | Valmont                               | Miloš Forman                     |                                 |
| 1991         | Femme Fatale                                 | Joseph Prince                         | Andre R. Guttfreund              |                                 |
| 1991         | Wings of Fame                                | Brian Smith                           | Otakar Votocek                   |                                 |
| 1993         | The Hour of the Pig                          | Richard Courtois                      | Leslie Megahey                   | També coneguda com The Advocate |
| 1994         | Playmaker                                    | Michael Condron / Ross Talbert        | Yuri Zeltser                     |                                 |
| 1995         | Cercle d'amics                               | Simon Westward                        | Pat O'Connor                     |                                 |
| 1996         | El pacient anglès                            | Geoffrey Clifton                      | Anthony Minghella                |                                 |
| 1997         | Heretaràs la terra                           | Jess Clark                            | Jocelyn Moorhouse                |                                 |
| 1997         | Estadis febrils                              | Paul Ashworth                         | David Evans                      |                                 |
| 1998         | Shakespeare in Love                          | Lord Wessex                           | John Madden                      |                                 |
| 1999         | Blackadder: Back & Forth                     | William Shakespeare                   | Paul Weiland                     | Curtmetratge                    |
| 1999         | My Life So Far                               | Edward Pettigrew                      | Hugh Hudson                      |                                 |
| 1999         | The Secret Laughter of Women                 | Matthew Field                         |                                  |                                 |
| 2000         | Gent amb classe                              | Peter Ingleton                        | Eric Styles                      |                                 |
| 2001         | Bridget Jones's Diary                        | Mark Darcy                            | Sharon Maguire                   |                                 |
| 2002         | La importància de ser franc                  | Jack Worthing                         | Oliver Parker                    |                                 |
| 2003         | Girl with a Pearl Earring                    | Johannes Vermeer                      | Peter Webber                     |                                 |
| 2003         | Hope Springs                                 | Colin Ware                            | Mark Herman                      |                                 |
| 2003         | Love Actually                                | Jamie Bennett                         | Richard Curtis                   |                                 |
| 2003         | Un somni per a ella                          | Henry Dashwood                        | Dennie Gordon                    |                                 |
| 2004         | Bridget Jones: The Edge of Reason            | Mark Darcy                            | Beeban Kidron                    |                                 |
| 2004         | Trauma                                       | Ben Slater                            | Marc Evans                       |                                 |
| 2005         | Nanny McPhee                                 | Cedric Brown                          | Kirk Jones                       |                                 |
| 2005         | Where the Truth Lies                         | Vince Collins                         | Atom Egoyan                      |                                 |
| 2007         | The Last Legion                              | Aurelius Antonius                     | Doug Lefler                      |                                 |
| 2007         | And When Did You Last See Your Father?       | Blake Morrison                        | Anand Tucker                     |                                 |
| 2007         | Then She Found Me                            | Frank                                 | Helen Hunt                       |                                 |
| 2007         | St Trinian's                                 | Geoffrey Thwaites                     | Oliver Parker i Barnaby Thompson |                                 |
| 2007         | In Prison My Whole Life                      | —                                     | Marc Evans                       | Productor                       |
| 2008         | The Accidental Husband                       | Richard Bratton                       | Griffin Dunne                    |                                 |
| 2008         | Mamma Mia!                                   | Harry Bright                          | Phyllida Lloyd                   |                                 |
| 2008         | Una família amb classe                       | Jim Whittaker                         | Stephan Elliott                  |                                 |
| 2008         | Genova                                       | Joe                                   | Michael Winterbottom             |                                 |
| 2009         | A Christmas Carol                            | Fred                                  | Robert Zemeckis                  |                                 |
| 2009         | Dorian Gray                                  | Lord Henry Wotton                     | Oliver Parker                    |                                 |
| 2009         | A Single Man                                 | George Falconer                       | Tom Ford                         |                                 |
| 2009         | St Trinian's 2: The Legend of Fritton's Gold | Geoffrey Thwaites                     | Oliver Parker i Barnaby Thompson |                                 |
| 2010         | El discurs del rei                           | Jordi VI del Regne Unit               | Tom Hooper                       |                                 |
| 2010         | Main Street                                  | Gus LeRoy                             | John Doyle                       |                                 |
| 2010         | Steve                                        | Steve                                 | Rupert Friend                    | Curtmetratge                    |
| 2011         | El talp                                      | Bill Haydon                           | Tomas Alfredson                  |                                 |
| 2012         | Stars in Shorts                              | Steve                                 | Rupert Friend                    | Segment: Steve                  |
| 2012         | Gambit                                       | Harry Deane                           | Michael Hoffman                  |                                 |
| 2013         | Arthur Newman                                | Arthur Newman / Wallace Avery         | Dante Ariola                     |                                 |
| 2014         | Un llarg viatge                              | Eric Lomax                            | Jonathan Teplitzky               |                                 |
| 2014         | Devil's Knot                                 | Ron Lax                               | Atom Egoyan                      |                                 |
| 2014         | Màgia a la llum de la lluna                  | Stanley / Wei Ling Soo                | Woody Allen                      |                                 |
| 2014         | Before I Go to Sleep                         | Ben Lucas                             | Rowan Joffé                      |                                 |
| 2014         | Kingsman: The Secret Service                 | Harry Hart / Galahad                  | Matthew Vaughn                   |                                 |
| 2015         | Eye in the Sky                               | —                                     | Gavin Hood                       | Productor                       |
| 2016         | L'editor de llibres                          | Maxwell Perkins                       | Michael Grandage                 |                                 |
| 2016         | Loving                                       | —                                     | Jeff Nichols                     | Productor                       |
| 2016         | Bridget Jones's Baby                         | Mark Darcy                            | Sharon Maguire                   |                                 |
| 2017         | Kingsman: The Golden Circle                  | Harry Hart                            | Matthew Vaughn                   |                                 |
| 2018         | The Happy Prince                             | Reggie Turner                         | Rupert Everett                   |                                 |
| 2018         | The Mercy                                    | Donald Crowhurst                      | James Marsh                      |                                 |
| 2018         | Mamma Mia! Here We Go Again                  | Harry Bright                          | Ol Parker                        |                                 |
| 2018         | Kursk                                        | David Russell                         | Thomas Vinterberg                |                                 |
| 2018         | Mary Poppins Returns                         | William Weatherall Wilkins Wolf (veu) | Rob Marshall                     |                                 |
| 2019         | Greed                                        | Ell mateix                            | Michael Winterbottom             |                                 |
| 2019         | 1917                                         | General Erinmore                      | Sam Mendes                       |                                 |
| 2020         | The Secret Garden                            | Lord Archibald Craven                 | Marc Munden                      |                                 |
| 2020         | Supernova                                    | Sam                                   | Harry Macqueen                   | Postproducció                   |
| Per anunciar | Operation Mincemeat                          | Ewen Montagu                          | John Madden                      | Postproducció                   |

## Televisió
| Any  | Títol                         | Paper                        | Director                     | Notes                                   |
| ---- | ----------------------------- | ---------------------------- | ---------------------------- | --------------------------------------- |
| 1984 | Crown Court                   | PC Franklin                  |                              | Episodi: «Citizens: Part 1»             |
| 1984 | Camille                       | Armand Duval                 | Desmond Davis                | Telefilm                                |
| 1985 | Dutch Girls                   | Neil Truelove                | Giles Foster                 | Telefilm                                |
| 1986 | Lost Empires                  | Richard Herncastle           | Alan Grint                   | Minisèrie                               |
| 1987 | Pat Hobby: Teamed with Genius | Rene Wilcox                  |                              | Curtmetratge televisiu                  |
| 1987 | The Secret Garden             | Colin Craven (adult)         | Alan Grint                   | Hallmark Hall of Fame                   |
| 1988 | Tumbledown                    | Robert Lawrence              | Richard Eyre                 | Telefilm                                |
| 1991 | Out of the Blue               | Alan                         |                              | Play for television                     |
| 1992 | Hostages                      | John McCarthy                | David Wheatley               | Television – HBO                        |
| 1994 | Master of the Moor            | Stephen Whalby               | Marc Evans                   | Telefilm                                |
| 1994 | The Deep Blue Sea             | Freddie Page                 | Karel Reisz                  | Play for television – UK                |
| 1995 | Pride and Prejudice           | Fitzwilliam Darcy            | Simon Langton                | Minisèrie                               |
| 1995 | The Widowing of Mrs. Holroyd  | Charles Holroyd              |                              | Play for television – UK                |
| 1997 | Nostromo                      | Charles Gould                | Alastair Reid                | Minisèrie                               |
| 1999 | Blackadder: Back & Forth      | William Shakespeare          | Richard Curtis               | Curtmetratge televisiu                  |
| 1999 | The Turn of the Screw         | The Master                   | Ben Bolt                     | Masterpiece Theatre                     |
| 2000 | Donovan Quick                 | Donovan Quick / Daniel Quinn | David Blair                  | Telefilm                                |
| 2001 | Conspiracy                    | Wilhelm Stuckart             | Frank Pierson                | Telefilm                                |
| 2001 | We Know Where You Live        | Ell mateix                   |                              | Benèfic per Amnistia Internacional      |
| 2001 | Fourplay                      | Allen Portland               | Mike Binder                  | Telefilm, també conegut com a Londinium |
| 2006 | Born Equal                    | Mark Armitage                | Dominic Savage               | Telefilm                                |
| 2017 | Red Nose Day Actually         | Jamie                        | Richard CurtisMat Whitecross | Curtmetratge televisiu                  |

## Premis i nominacions
Oscar
| Any  | Categoria    | Pel·lícula         | Resultat  |
| ---- | ------------ | ------------------ | --------- |
| 2010 | Millor actor | A Single Man       | Nominat   |
| 2011 | Millor actor | El discurs del rei | Guanyador |

Globus d'Or
| Any  | Categoria             | Pel·lícula         | Resultat  |
| ---- | --------------------- | ------------------ | --------- |
| 2010 | Millor actor dramàtic | A Single Man       | Nominat   |
| 2011 | Millor actor dramàtic | El discurs del rei | Guanyador |

Premis BAFTA
| Any  | Categoria              | Pel·lícula            | Resultat  |
| ---- | ---------------------- | --------------------- | --------- |
| 2001 | Millor actor secundari | Bridget Jones's Diary | Nominat   |
| 2009 | Millor actor           | A Single Man          | Guanyador |
| 2010 | Millor actor           | El discurs del rei    | Guanyador |

Premi del Sindicat d'Actors de Cinema
| Any  | Categoria                        | Pel·lícula          | Resultat  |
| ---- | -------------------------------- | ------------------- | --------- |
| 1997 | Millor repartiment de pel·lícula | El pacient anglès   | Nominat   |
| 1999 | Millor repartiment de pel·lícula | Shakespeare in Love | Guanyador |
| 2010 | Millor actor protagonista        | A Single Man        | Nominat   |
| 2011 | Millor actor protagonista        | El discurs del rei  | Guanyador |
| 2011 | Millor repartiment de pel·lícula | El discurs del rei  | Guanyador |

Festival Internacional de Cinema de Venècia
| Any  | Categoria    | Pel·lícula   | Resultat  |
| ---- | ------------ | ------------ | --------- |
| 2009 | Millor actor | A Single Man | Guanyador |